# Sornàs
Sornàs es una localidad de Andorra, perteneciente a la parroquia de Ordino.

## Geografía
Está situado en la orilla izquierda de la ribera de Ordino, entre Ansalonga y Ordino.
En el año 2015 tenía 240 habitantes.

## Patrimonio
En este lugar está la iglesia de Sant Roc de Sornàs.